# Ljubičasti šiljorep
Ljubičasti šiljorep  (lat. Limodorum abortivum), biljna vrsta iz poroduice kaćunovki. Jedna je od četiri priznate vrste šiljorepa, i jedina vrsta koja raste u Hrvatskoj.
Višegodišja je zeljasta biljka, uspravne valjkaste stabljike koja naraste od 20 do 50cm u vis. Podanak joj je kratak i debeo, listovi obuhvaćaju stabljiku u obliku tamnoljubičastih ljusaka. CVvjetovi su ljubičasti i dvospolni, a plod je tobolac. Saprofit i ne provodi fotosintezu.
Rasprostranjena je po središnjoj i južnoj Europi, zapadnoj Aziji i sjevernoj Africi. Ugrožena je i zaštićena.

## Sinonimi
- Centrosis abortiva (L.) Sw.
- Epipactis abortiva (L.) All.
- Jonorchis abortiva (L.) Beck
- Neottia abortiva (L.) Clairv.
- Orchis abortiva L.
- Serapias abortiva (L.) Scop.